# Mas-d’Auvignon
Mas-d’Auvignon település Franciaországban, Gers megyében. Lakosainak száma 169 fő (2022. január 1.). Mas-d’Auvignon Blaziert, Lamothe-Goas, Roquepine, Saint-Orens-Pouy-Petit, Saint-Puy, La Sauvetat és Terraube községekkel határos.

## Népesség
A település népességének változása:
| Lakosok száma | 236  | 183  | 189  | 138  | 176  | 175  | 171  | 170  | 170  | 169  |
|               | 1968 | 1982 | 1990 | 2006 | 2013 | 2015 | 2017 | 2019 | 2020 | 2022 |